# Atilla Koç
Atilla Koç (* 1. März 1946 in Aydın) ist ein türkischer Beamter, Politiker und ehemaliger Minister für Kultur und Tourismus.
Er absolvierte die Fakultät für Politikwissenschaft an der Universität Ankara. Danach war Koç im Ministerium für Innere Angelegenheiten als Berater tätig. Er war Polizeipräsident der Provinz Konya. Koç war Kaymakam in Ulubey, Nusaybin und Bayındır. Danach war Koç Vali der Provinzen Siirt und Giresun. Er war als Berater im Staatssekretariat des Ministerpräsidenten und als Generalsekretär in der Stadtverwaltung Ankaras tätig.
Atilla Koç war Abgeordneter der Adalet ve Kalkınma Partisi (AKP)  für die Provinz Aydın in der 22. Legislaturperiode (14. Oktober 2002 bis 22. Juli 2007) der Großen Nationalversammlung der Türkei. Koç war Mitglied des I. Erdoğan-Kabinetts der AKP-Regierung unter Erdoğan, in dem er Minister für Kultur und Tourismus war.
Koç ist verheiratet und Vater von drei Kindern.